# Eugénie de Beauharnais
Eugénie Hortense Auguste Napoléone, cunoscută ca Eugénie de Beauharnais, prințesă de Leuchtenberg (22 decembrie 1808 – 1 septembrie 1847) a fost prințesă franco-germană.  A fost a doua fiică a lui Eugène de Beauharnais și a Prințesei Augusta de Bavaria, și membră a Casei de Beauharnais. În 1826 s-a căsătorit cu Constantin, Prinț de Hohenzollern-Hechingen.

## Biografie
Eugénie a fost crescută în religie catolică la Palatul Leuchtenberg din München și își petrecea frecvent verile cu părinții ei la Schloss Eugensberg, un castel construit de tatăl ei pe malul Lacului Constance. Comportamentul familiei era princiar în toate aspectele -  reprezentantul francez Coulomb scria în 1822: "Prințul Eugène de Beauharnais trăiește într-un lux mai mare decît la Curte [a lui Napoleon]". Palatul lor din Munchen a fost construit de celebrul arhitect bavarez Leo von Klenze pentru peste 2 milioane de guldeni. Pe lângă München si Schloss Eugensberg, familia deținea conace la Eichstätt și Ismaning. Odată cu moartea tatălui ei în 1824, Eugénie a moștenit Schloss Eugensberg.

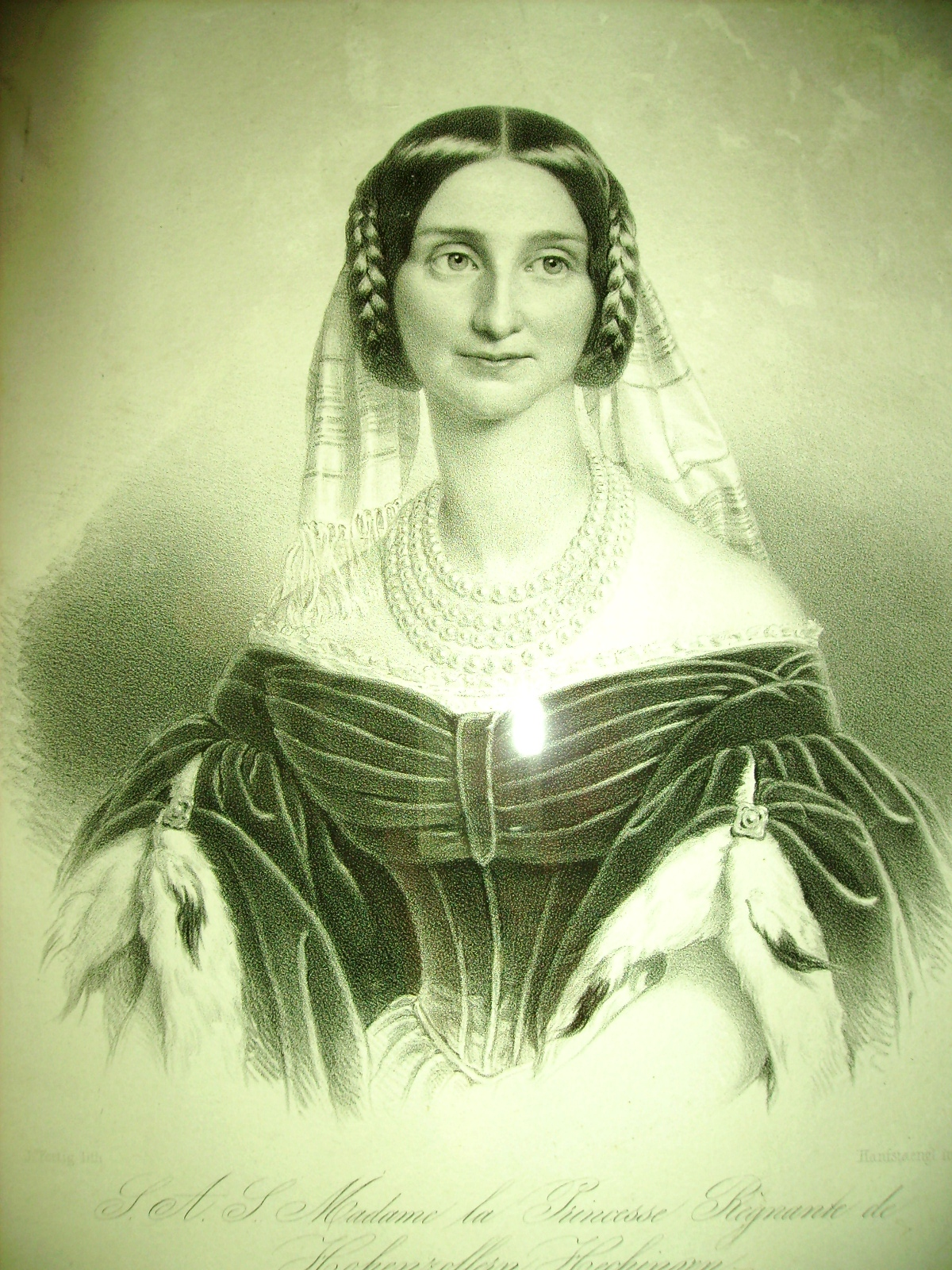
Eugénie de Beauharnais

La 22 mai 1826, la Eichstätt, Eugénie s-a căsătorit cu catolicul Prinț Constantin de Hohenzollern-Hechingen. Eugénie l-a adus cu ea pe Hofkavalier Gustav von Billing (născut în Leuchtenberg) în calitate de consilierul ei financiar. Rapid, el a câștigat încrederea lui Constantin în calitate de consilier. Începând cu 1833 Eugénie și soțul ei au trăit la Schloss Lindich lângă Hechingen, orașul  reședință al Casei de Hohenzollern-Hechingen, deși au petrecut o mare parte din lunile de vară la Schloss Eugensberg, păstrând astfel contactul cu mătușa ei Hortense și vărul ei Louis Napoleon, care mai târziu a devenit Napoleon al III-lea.
Eugénie avea o mare poftă de viață și chiar vâna cerbi cu soțul ei în 1831. Cuplul a făcut multe excursii la Munchen, la Schloss Eugensburg, la reședința de vară a regilor Bavariei la Tegernsee, iar în 1833 au făcut un Mare Tur în Italia, care a durat aproape 18 luni, și a mers până în Sicilia.
Eugénie apoi a vândute Schloss Eugensberg pentru 32.000 guldeni lui Heinrich von Kiesow de Augsburg.. Veniturile din această vânzare au finanțat reconstruirea Vilei Eugenia din Hechingen, unde cuplul și-a stabilit reședința în 1834. 
La marginea de sud parcul vilei, ea a achiziționat Gasthaus Zur Silberburg și în 1844 a reconstruit-o ca o alta vila, pentru a găzdui vizitarea relații nobile. Grădinile din jur au fost cumpărate și reproiectat ca un peisaj englez, acum cunoscut sub numele de Fürstengarten.
A rămas fără copii și și-a căutat alinare în pietate, înființarea unui azil de bătrâni în Hechingen și (în 1839), un Kinderbewahranstalt pentru oraș. Clădirea a fost creată pentru acei copii ai căror părinți „au fost adesea împiedicați de afaceri sau dificultăți domestice de la creșterea copiilor mici”.
Timp de zece ani, ea l-a îngrijit pe socrul ei Frederic, bolnav din cauza rănilor de război, și care a murit în 1838, la Schloss Lindich. În fiecare Joia Mare, Eugénie și soțul ei spălau picioarele a doisprezece oameni locali, bătrâni și nevoiași și apoi îi invita la o Apostelmahl sau Ultima Cină în Billardhäuschen.
Eugénie s-a îmbolnăvit de tuberculoză și în iarna anului 1846 s-a mutat în așa-numitul Hofküche direct în spatele Vilei Eugenia, deoarece putea fi mai bine încălzită. Medicii i-au dat tratamente ciudate, inclusiv inhalarea de fum din balegă de vacă și arderea bastoane de moxa pe piept. Din cauza riscului de răspândire a bolii, ea își putea vedea soțul rar, și chiar și atunci numai de la distanță.  În vara anului 1847 ea a pornit să caute un leac la spa Badenweiler, dar pe drumul de întoarcere a murit la Hotel Post în Freudenstadt la 1 septembrie 1847, la vârsta de 38 de ani.